# 이드 테크 6
이드 테크 6(id Tech 6)는 이드 소프트웨어가 개발한 다중 플랫폼 게임 엔진이다. 이드 테크 5의 후속작이며 2016년 비디오 게임인 둠을 제작하는 데 처음 사용되었다. 내부적으로 개발팀은 엔진을 id Tech 666이라는 코드명으로도 불렀다. 이 엔진의 PC 버전은 벌칸 API와 OpenGL API를 기반으로 한다.
존 카맥은 레이지에서 이드 테크 5가 데뷔하기 몇 년 전부터 그 뒤를 이을 엔진에 대한 자신의 비전을 이야기하기 시작했지만, 2014년 이드 소프트웨어에서 그가 떠난 후 티아고 수사가 수석 렌더러 프로그래머로 그를 대신하여 고용되었다.
2009년 6월 24일, 이드 소프트웨어는 제니맥스 미디어에 인수되었다. 이후 2010년 이드 소프트웨어의 기술은 제니맥스 미디어에 속한 다른 회사들만 사용할 수 있게 될 것이라고 발표되었다. 그 뒤를 이어 이드 테크 7이 나왔다.

## 예비 정보
2008년, 이드 테크 5가 아직 완전히 형성되지 않았을 때, 존 카맥은 이드 소프트웨어의 다음 엔진이 광선 추적과 고전적인 래스터 그래픽스가 혼합된 방향으로 나아갈 것이라고 말했다. 이 엔진은 팔진트리에 저장된 복셀(삼각형 대신)로 표현되는 기하학적 구조를 레이캐스팅하여 작동할 것이다. 카맥은 이 형식이 패킹 및 경계 문제가 없기 때문에 2D 데이터뿐만 아니라 3D 기하학 데이터도 저장하는 더 효율적인 방법이 될 것이라고 주장했다. 이 엔진의 목표는 이드 테크 5가 텍스처를 가상화했던 것과 같은 방식으로 기하학을 가상화하는 것이다. 이것은 대부분 메시 기반 시스템을 사용하는 과거 엔진들과는 다른 변화가 될 것이다. 그러나 그는 퀘이크콘 08에서 id Tech 6를 구동할 수 있는 하드웨어는 당시에는 아직 존재하지 않는다고 설명했다.
2011년 7월, 카맥은 이드 소프트웨어가 id Tech 6 개발을 위한 연구를 시작하고 있다고 설명했다. 당시 카맥의 엔진에 대한 비전이 2008년에 설명했던 것과 여전히 같은지는 알 수 없다.
결국 복셀 기반 레이캐스팅을 사용하는 렌더링 접근 방식에 대한 계획은 기존의 메시 기반 래스터화로 대체되었다.

## 기술
둠의 네 번째 주요 게임의 초기 버전은 이드 테크 5를 기반으로 제작되고 있었지만, 베데스다가 창의적 및 기술적 방향에 대한 우려를 표명한 후 2011년 말부터 2012년 초에 이드 소프트웨어는 개발을 재개했다. 개발이 재개되면서 이드 테크 5 기반의 레이지 코드베이스로 시작하되 "특정 기술 영역에서 크게 후퇴"하고 "둠 기능을 레이지에 통합"하기로 결정되었다.
둠은 퀘이크콘 2014에서 처음으로 대중에게 공개되었으며, 당시 이드 테크 6의 초기 버전에서 실행 중인 것으로 확인되었다. 엔진 개발자들의 목표는 1080p 해상도에서 60fps로 잘 실행되는 게임을 구동할 수 있으면서도 이드 테크 5에서 대부분 제거되었던 실시간 동적 조명을 다시 도입하는 것이었다. 이 엔진은 여전히 가상 텍스처(이드 테크 4 및 5에서는 "메가텍스처"로 불림)를 사용하지만, 품질이 더 높고 실시간 조명 및 그림자의 모양을 더 이상 제한하지 않는다. 물리 기반 렌더링 또한 확인되었다. 둠의 기술 분석 결과, 이 엔진은 모션 블러, 보케 피사계 심도, HDR 블룸, 그림자 매핑, 라이트맵, 방사 볼륨, 이미지 기반 조명, FXAA, 볼륨 조명/연기, 파괴 가능한 환경, 물리학, 피부 표면 아래 산란, SMAA 및 TSSAA 위신호 제거, 방향 폐색, 화면 공간 반사, 법선 맵, GPU 가속화된 올바르게 조명 및 그림자 처리된 입자 시스템, 빠른 동기화처럼 작동하는 트리플 버퍼 V-싱크, 통합 볼륨 안개(모든 조명, 그림자, 간접 조명에 영향을 미치며, 물 코스틱/수중 광산란 포함), 테셀레이션된 수면(GPU 테셀레이션 없이 즉석에서. 코스틱은 동적으로 생성되고 수면에서 파생됨) 및 색수차를 지원한다. 2016년 7월 11일, 이드 소프트웨어는 게임에 벌칸 지원을 추가하는 업데이트를 출시했다.
카맥이 이드 소프트웨어에서 떠난 후, 크라이텍에서 크라이엔진의 여러 버전의 수석 R&D 그래픽 엔지니어로 일했던 티아고 수사가 렌더링 개발을 이끌기 위해 고용되었다. 베데스다의 피트 하인즈는 id Tech 6가 카맥이 작성한 코드를 재사용하지만, 엔진의 방향에 대한 대부분의 결정은 그가 떠난 후에 이루어졌다고 언급했다.

## 이드 테크 6를 사용하는 게임
| 년도 | 제목                         | 개발사                       |
| ---- | ---------------------------- | ---------------------------- |
| 2016 | 둠                           | 이드 소프트웨어              |
| 2017 | 울펜슈타인 2: 더 뉴 콜로서스 | MachineGames                 |
| 2017 | 둠 VFR                       | 이드 소프트웨어              |
| 2019 | 울펜슈타인: 영블러드         | MachineGames 아케인 스튜디오 |
| 2019 | 울펜슈타인: 사이버파일럿     | MachineGames 아케인 스튜디오 |

## 같이 보기
- 1인칭 슈팅 게임 엔진
- 게임 엔진 목록
- 1인칭 슈팅 게임 엔진 목록